# ゲオホールディングス
株式会社ゲオホールディングス（英語: GEO HOLDINGS CORPORATION）は、愛知県名古屋市中区に本社を置く、レンタルビデオショップ・リユースショップなどを全国に展開するゲオグループの持株会社。リユース市場では国内シェア第1位 を誇る。

## 概要
徹底した店舗のコスト削減と、商品・サービスの安価提供で、業績が急成長してきた会社として知られる。同業他社のレンタルビデオ店を買収して中古ゲームソフト売買を導入して収益化したり、民事再生に陥った異業種他社の店舗をゲオショップに転換して収益化するなどによって急速に店舗数を拡大してきた。ナスダックジャパン上場を経て、設立から15年で東京証券取引所一部上場を果たした。

## 沿革

### ゲオホールディングス
- 2011年（平成23年）
  - 11月1日- 株式会社ゲオが持株会社制に移行し、社名をゲオホールディングスに変更。会社分割により株式会社ゲオ（2代目法人）を新設[3]。創業家出身の遠藤結蔵がゲオホールディングス社長に就任。前社長の森原哲也は代表権の無い副会長に、沢田喜代則は代表権のない会長にそれぞれ就任。
  - 11月28日 - 前社長であり副会長の森原哲也が辞任。
  - 12月1日 - 子会社リテールコム、携帯主要3キャリア公式の着うた・着うたフル配信サイト「GEO☆Musicストア」をオープン
  - 12月21日 - 4億円不正支出問題に深く関与したとされる会長の沢田喜代則および副社長の久保田貴之が辞任。
  - 12月21日 - 取締役の大橋一太が辞任。これにより、代表取締役社長遠藤結蔵、取締役吉川恭史、取締役清水松生、社外取締役北島孝久、社外取締役大森一志、社外取締役小宮山太、社外取締役荻野恒久、社外取締役志村直幸の取締役陣となる。
  - 12月22日 - 4億円不正支出問題に深く関与したとされる担当執行役員1名が辞任。同様に深く関わったとされる担当執行役員3名・次長1名を2等級降格する人事を発表。
- 2012年（平成24年）
  - 1月23日 - ローソン・シェル石油等と共有するポイントシステム（Ponta）に、ゲオのメディアショップに加えて、100%子会社であるセカンドストリート社のジャンブルストア等の全国344店舗を参加させると発表。
  - 3月14日 - 元会長沢田喜代則、元副会長森原哲也、元副社長久保田貴之に対して4億6539万円の損害賠償請求訴訟を提起。
  - 3月28日 - 連結子会社である株式会社セカンドストリートに株式会社フュージョンを合併、株式会社ゲオ（2代目法人）に株式会社ゲオエージェンシーを合併し、連結子会社の整理統合を図る。
  - 7月23日 - 動画配信サービス「GEO 動画」（現・ゲオTV）を開始[4]。
- 2013年（平成25年）
  - 4月1日 - 連結子会社の株式会社ゲオ（2代目法人）が株式会社セカンドストリートを吸収合併。
  - 7月16日 - 子会社株式会社ぽすれん、「GEO Online」にて携帯向け電子書籍配信サービス「GEO☆Books」を開始[5]
  - 8月1日 - 本社を名古屋市中区に移転[6]。
  - 11月11日 - 株式会社ファミリーブックの株式96.9%を取得し子会社化[7]。
- 2014年（平成26年）
  - 1月16日 - 室内レジャー施設を運営する連結子会社・株式会社ゲオディノスを健康コーポレーションへ売却（後者によるTOBへの応募）[8][9]。
  - 3月15日 - 名古屋証券取引所の上場を廃止
  - 4月1日 - 連結子会社の株式会社ゲオ（2代目法人）が株式会社ウェアハウスを吸収合併[10]。
  - 4月12日 - モバイル専門店業態での出店開始。
  - 6月1日 - 連結子会社の株式会社ゲオ（2代目法人）が株式会社NESTAGEを吸収合併[11]。
  - 6月27日 - 株式会社ゲオウェブサービスの清算結了[12]。
  - 9月30日 - 三洋堂ホールディングスと資本業務提携を締結[13]。
  - 12月26日 - 株式会社ハピネットより株式会社グラモラックスの全株式を取得し、子会社化[14]。
- 2015年（平成27年）
  - 11月5日 - 子会社であった株式会社アムスの株式譲渡により連結子会社から除外[1]。
  - 11月19日 - アメリカ・デラウェア州に現地法人「2nd Street USA, Inc.」を設立。
  - 12月1日 - 連結子会社株式会社ゲオペイメントサービスを設立。
- 2016年（平成28年）
  - 2月8日 - 株式会社ゲオペイメントサービスが、ペイメントサービス「Lueca」をゲオグループ店舗にて開始
  - 2月22日 - エイベックスと、映像配信サービス「ゲオチャンネル」を開始[15]。
  - 4月1日 - 連結子会社株式会社ゲオコンサルティング及び株式会社ゲオインタラクティブを設立。
  - 8月 - 子会社エイシスが米国カリフォルニア州のImagineVR Inc.へ出資し業務提携を締結[16]。
  - 12月1日 - 子会社ゲオインタラクティブ、ゲオの店舗で電子貸本電子コミックレンタル事業「GEOマンガ」を開始。
- 2017年（平成29年）
  - 2月1日 - 株式会社ワールドモバイルを連結子会社化[1]。
  - 2月8日 - 子会社ゲオ、直営店745店にセルフレジ1505台を導入[17]。
  - 3月9日 - 子会社ゲオ、オンラインクレーンゲーム「ゲオゲッチュ！」を開始
  - 4月20日 - 子会社エイシス、ゲオの店舗でPCゲームレンタル事業『DLsite レンタル』を開始。
  - 5月24日 - マレーシア・セランゴール州に現地法人「2nd Street Trading Malaysia Sdn Bhd.」を設立[18]。
  - 6月 - 株式会社チェルシーを連結子会社化[1]。
  - 6月19日 - 元役員に対する損害賠償が確定[19]。
- 2018年（平成30年）
  - 1月12日 - リユース事業で米国に海外初となる「セカンドストリートメルローズ店」を出店[20]
  - 4月 - 有限会社ヴォガを完全子会社化[21]。
  - 6月 - リユース事業でマレーシア1号店「セカンドストリートSS13店」を出店
  - ８月21日 - 連結子会社として株式会社ゲオクリアを設立
  - 11月5日 - 連結子会社として株式会社ブンゾウを設立
- 2019年（平成31年・令和元年）
  - 4月9日 - 株式会社おお蔵を完全子会社化[22][23]。
  - 4月25日 - 株式会社ゲオクリア がオフプライスストア事業を開始し、ゲオグループ初のオフプライスストア「Luck･Rack Clearance Market コーナン港北インター店」をオープン[24]
  - 10月16日 - ベトナムにてGEO SYSTEM SOLUTIONS VIETNAM CO., LTDを設立
  - 11月 - 株式会社ゲオ本部及び株式会社ゲオウェアハウスを設立
  - 12月 - 株式会社ゲオ本部の子会社として株式会社ゲオストア及び株式会社セカンドストリートを設立
- 2020年（令和2年）
  - 4月1日 - 株式会社ゲオ（2代目法人）を分割会社とし、株式会社ゲオ本部及び株式会社ゲオウェアハウスを承継会社とする吸収分割を行い、株式会社ゲオ（2代目法人）は、株式会社ゲオアセットに商号変更。
  - 4月1日 - 株式会社ゲオ本部を分割会社とし、株式会社ゲオストア及び株式会社セカンドストリートを承継会社とする吸収分割を行い、株式会社ゲオ本部は株式会社ゲオ（3代目法人）に商号変更。
  - 8月 - リユース事業で台湾1号店「セカンドストリート台北西門店」を出店
  - 9月1日 - 不動産賃貸業子会社である株式会社ゲオアセット及び株式会社ファミリーブックを吸収合併
  - 11月7日 - 物品レンタルのWebサービス「ゲオあれこれレンタル」を開始
- 2021年（令和3年）
  - 1月 - 株式会社ゲオリテールが、食料品販売店舗「GEO-YA（ゲオヤ）蓮根2丁目店」「GEO-YA（ゲオヤ）ときわ台駅前店」をオープン[25]
  - 4月1日 - 株式会社ゲオ（3代目法人）が株式会社ゲオウェアハウス、株式会社ゲオコンサルティング、株式会社ブンゾウ、株式会社ゲオペイメントサービスを吸収合併。
  - 4月8日 - 子会社エイシス、電子コミックストア「DLsite comipo」をオープン
  - 10月1日 - 子会社株式会社エイシスの株式移転により、子会社株式会社viviONを設立。
- 2022年（令和4年）
  - 4月4日 - 東京証券取引所の市場区分見直しに伴い、東京証券取引所プライム市場に移行
  - 4月15日 - 中古農機具、骨董品・美術品の買取販売の株式会社rockを子会社化[26]
  - 7月30日 - 子会社ゲオ、カプセルトイ専門店「カプセル楽局ときわ台駅前店」オープン[27]
  - 9月26日 - 子会社ゲオ、宅配型トランクルームサービス「2nd STORAGE（セカンドストレージ）」の本格展開を開始
- 2023年（令和5年）
  - 4月1日 - 連結子会社である株式会社OKURAが、株式会社おお蔵を吸収合併
  - 4月1日 - 子会社である株式会社viviONが株式会社クリエイトリングを吸収合併し、VTuberプロダクション「あおぎり高校」の運営を開始
  - 8月 - 広告代理店の株式会社DigiConを完全子会社化[28]
  - 12月 - リユース事業でタイ1号店「セカンドストリートビックシーラマフォー店」を出店
- 2024年（令和6年）
  - 7月8日 - 子会社セカンドストリート、靴やバッグのクリーニングおよび補修を行う株式会社T&Kと協業し、靴やバッグのクリーニングサービス「匠の手洗い」を開始[29]
  - 7月8日 - 子会社ゲオ、中古スマホ買取サービスの一環として「ゲオ スマホ査定」アプリをリリース[30]
  - 10月11日 - 子会社2ND STREET TAIWAN、「OKURA」の台湾1号店「OKURA by 2nd STREET 忠孝復興店」を出店
  - 12月5日 - 子会社OKURA、セレクトヴィンテージアイテムを取り扱う事業「VALEUR（ヴァルール）」を始動[31]
- 2025年（令和7年）
  - 2月14日 - 子会社OKURA、セレクトヴィンテージアイテムを取り扱う事業『VALEUR』初となる直営店「VALEUR表参道店」を出店[32]
  - 2月28日 - 子会社ゲオストアが全国のゲオショップ400店舗およびゲオあれこれレンタルにて、PlayStation5本体のレンタルサービスを開始[33]
  - 4月 - リユース事業でシンガポール1号店「2nd STREET 313@somerset」を出店
  - 4月 - リユース事業で香港1号店「2nd STREET MOKO新世紀廣場」を出店
  - 5月30日 - 株式会社ADI.Gの子会社で決済端末修理費用補償保険の開発・販売事業を行うあおぞら少額短期保険株式会社を子会社化[34]
  - 7月1日 - 子会社ゲオ、アミューズメント事業を株式会社ゲオアミューズメントへ譲渡
  - 7月25日 - 「セカンドリテイリング」への社名変更を発表。2026年6月26日に開催予定の株主総会での承認を経て、同年10月1日に変更が行われる予定[35]。

## グループ会社

### 連結子会社
- 株式会社ゲオ - 店舗運営支援卸売業、宅配DVDレンタルサービス「ゲオ宅配レンタル」「ぽすれん」、カメラ・家電製品・スマホ・PCなどのレンタルサービス「ゲオあれこれレンタル」、宅配型トランクルーム「2nd STORAGE（セカンドストレージ）」の運営、プリペイドカード「Lueca」の発行、売買および管理
  - 株式会社ゲオストア - メディアショップ「GEO」運営
  - 株式会社セカンドストリート - 総合リユースショップ「2nd STREET」の運営
  - 株式会社ゲオアミューズメント - アミューズメント事業（アミューズメント施設「ウェアハウス」運営、カプセルトイ専門店「カプセル楽局」運営）
- 株式会社おお蔵ホールディングス
  - 株式会社OKURA - 国内外における時計、バッグ、貴金属等古物品の卸・販売業、国際宝飾品などの催事販売、オークション事業およびOKURA店舗運営、EC通販事業
  - 株式会社BANK OKURA -古物品の卸・販売事業、質屋業、酒類の販売業
  - 株式会社日本オークション協会 - 時計、宝石、バッグのオークション運営
  - OOKURA INVESTMENTS Ltd.
- 株式会社viviON - 電子コミックストア・アプリ「comipo」、クリエイター応援プラットフォームサービス「GENSEKI」、二次元総合ショップ「viviON BLUE」、コンテンツレーベル「viviON enter」、電子コミック専用レーベル「comipo comics」、電子書籍委託配信サービス「まんがハブ」、紙書籍出版レーベル「viviON THOTH」、Vtuberプロダクション「あおぎり高校」、アナログゲームレーベル「ADICE」、WEB小説投稿サイト「Novelism（ノベリズム）」等の運営
  - 株式会社エイシス - 二次元総合ダウンロードショップ「DLsite」、ゲームプラットフォーム「DLsite にじGAME」、二次元情報コミュニティサイト「DLチャンネル」、クリエイター支援プラットフォーム「Ci-en」、アイテム取り置き管理サービス「トリオキニ」、体験版ポータルサイト「chobit」、オトナの音声配信プラットフォーム「OTOBANANA」の運営、紙コミックの出版レーベル「DLsite書房」等の運営
  - 株式会社forcs - 旧・株式会社ゲオインタラクティブ。電子出版物（コミック）の制作及び卸売。2021年4月より株式会社エイシスの子会社。
  - 株式会社zowieQ - 声優プロダクション「イエローテイル」と、ASMR・Vlog配信者のプロダクション「zowieQ Production」、VTuberプロダクション「drop production」の運営
  - 株式会社トライシス - コンテンツ企画・デザイン・グラフィック制作
- 株式会社ゲオクリア - オフプライスストア「Luck・Rack Clearance Market」の運営
- 株式会社ワールドモバイル - 通信機器の買取・販売
- 株式会社rock - 中古農機具、骨董品・美術品の買取販売
- 株式会社グラモラックス - レンタル専用CD卸売事業
- 有限会社プルーク - 映像ソフトの制作および卸売[36][37]
- 株式会社チェルシー - 服飾雑貨、衣類品、その他商品の輸入出および卸・販売業務
- 株式会社ゲオネットワークス - 旧・株式会社ぽすれん。WEBサイト、ソフトウェアの開発及び運用
- 株式会社DigiCon - Webマーケティング戦略の立案・設計
- 株式会社ゲオビジネスサポート（特例子会社）- レンタルDVDの加工やゲオグループの店舗運営のサポート業務
- あおぞら少額短期保険株式会社 - 歯科クリニック向け法律相談保険、決済端末修理費用補償保険の開発・販売
- 2nd STREET USA, Inc. - 米国における中古衣料・服飾品のショップ運営及び卸売
- 2nd STREET TRADING MALAYSIA SDN.BHD - マレーシアにおける中古衣料・服飾品のショップ運営及び卸売
- 2nd STREET TAIWAN Co.,LTD. - 台湾における中古衣料・服飾品のショップ運営及び卸売
- 2nd STREET (THAILAND) Company Limited（出資比率：49.0％） - タイにおける中古衣料・服飾品のショップ運営及び卸売
- 2nd STREET SINGAPORE Pte. Ltd. - シンガポールにおける中古衣料・服飾品のショップ運営及び卸売
- 2nd STREET HONGKONG, Limited - 香港における中古衣料・服飾品のショップ運営及び卸売
- GEO SYSTEM SOLUTIONS VIETNAM CO., LTD - ソフトウェア開発、管理コンサルティングサービス
- 株式会社イーネット・フロンティア - かつて映像ソフト卸売販売・制作、出版物の販売[38]を行っていた

### 非連結子会社
- Ookura USA Inc.

### 持分法適用関連会社
- 株式会社ティー・アンド・ジー（トーハンとの合弁会社） - プラスゲオの運営
- WORLD WATCH AUCTION LIMITED（おお蔵ホールディングス、Hong Kong Watch Trade Development Co. Ltd.、株式会社PRICING DATAの3社合弁）

### かつてのグループ企業
- 株式会社エスポア（旧社名ゲオエステート） - 不動産業
- 株式会社SDエンターテイメント（旧社名ゲオディノス） - 2009年（平成21年）10月1日、ゲオフロンティアのネットカフェ事業およびゲーム事業とゲオフィットネスのフィットネス事業を譲受）
- 株式会社アムス - 自動車用品の輸入・販売

#### 解散・清算された会社
- 株式会社リテールコム
- 株式会社アシスト - フード卸売事業
- 株式会社ゲオコンテンツサービス
- 株式会社ゲオビューティー
- 株式会社ゲオリテール
- 有限会社ヴォガ - 時計・アクセサリの卸売、デザイン企画及び販売

## テレビ番組
- 日経スペシャル カンブリア宮殿 売ってよし買ってよし！ リユース業界No.1 ゲオの全貌（2021年7月22日、テレビ東京）[39]